# Carlo Combi
Carlo Combi (Capodistria, 27 luglio 1827 – Venezia, 11 settembre 1884) è stato un patriota e saggista italiano.

## Biografia

### L'infanzia e gli studi
Nacque a Capodistria, figlio di Francesco e di Teresa Gandusio. Il padre, nato alla vigilia della caduta della Repubblica di Venezia da famiglia di antiche origini lombarde ascritta alla nobiltà capodistriana, era avvocato e fu più volte podestà.
Compiuti gli studi ginnasiali a Capodistria e poi a Trieste (dove il ginnasio latino-tedesco venne trasferito nel 1841), si recò a Padova per frequentare il liceo e, quindi, la facoltà di giurisprudenza all'Università. Qui conobbe Vincenzo De Castro, piranese e docente di estetica nello studio, che seguì nel febbraio 1848 dapprima a Milano, dopo che questi venne privato della cattedra per le sue idee patriottiche, e quindi a Genova, allora città del Regno di Sardegna. Facendo spesso spola tra queste due città, e scrivendo articoli per il Pio IX e L'Avvenire d'Italia e poi anche per il Corriere mercantile, il Giovinetto e l'Educatore, il Combi si laureò infine nel capoluogo ligure nell'agosto del 1850.
Tornato per un breve periodo in Istria, e quindi a Padova (dove rinunciò ad un posto di assistente all'ateneo rifiutando di giurare fedeltà all'imperatore d'Austria), ridiede nel corso del 1853 gli esami all'Università di Pavia per farsi riconoscere il titolo di studio conseguito negli Stati sardi e poter quindi praticare l'avvocatura.

### L'attività di insegnante
Presa l'abilitazione, esercitò la professione dapprima nello studio dell'avvocato triestino Millanich fino al 1855 e poi, l'anno seguente, in quello paterno a Capodistria.
Nel frattempo aveva iniziato a collaborare, oltre che al Dizionario corografico dell'Europa del De Castro, a testate quali Il Popolano dell'Istria (diretto a Trieste dal conterraneo Michele Fachinetti) e all’Eco di Fiume, fondato nella città quarnerina dal genovese Ercole Rezza, vicino agli ambienti cavouriani.
Nel settembre del 1856 accettò una cattedra in lettere italiane e storia al liceo di Capodistria, cattedra che gli venne però revocata tre anni dopo dal luogotenente del Litorale Friedrich Moritz von Burger per sospetta attività di patriottismo italiano. Combi, infatti, dopo la seconda guerra d'indipendenza italiana del 1859, era stato fautore dell'iniziativa di unione dei comuni dell'Istria al Veneto, il quale secondo i preliminari di Villafranca avrebbe dovuto far parte come possedimento austriaco di una Confederazione italiana. Inoltre le autorità imperiali sospettavano, a ragione, la sua appartenenza ad un "Comitato nazionale segreto per Trieste e l'Istria" che era in stretto contatto con i comitati patriottici di Torino e di Milano.

### L'esilio in Italia
Nel giugno del 1866, alla vigilia dell'apertura delle ostilità tra Italia e Austria, dovette lasciare Capodistria su intimazione delle autorità austriache.
Passando attraverso il Tirolo e la Svizzera giunse in Italia, dove si mise a disposizione del governo di Firenze (allora capitale del Regno) a proposito dei progetti annessionistici sull'Istria e Trieste. A questo scopo fondò assieme ad altri emigrati istriani il "Comitato Triestino-Istriano", che produsse una serie di documentazioni propagandistiche rivolte al re, ai ministri e all'opinione pubblica del tempo. A tal proposito il Combi stilò appositamente l’Appello degli Istriani all'Italia.

### Gli ultimi anni e la morte
Finita la guerra, deciso a rinunciare alla cittadinanza austriaca in favore di quella italiana, si stabilì a Venezia, dove nel 1868 vinse la cattedra di diritto civile alla scuola superiore di commercio. Continuò l'attività in favore della causa istriana, tenendo discorsi ufficiali, come quello sulla Rivendicazione dell'Istria agli studi italiani all'Istituto veneto di scienze, lettere ed arti (1877), e collaborando alla stesura di opuscoli irredentistici (per esempio La Venezia Giulia di Paulo Fambri). Assieme al conterraneo e stretto amico Tomaso Luciani di Albona rappresenterà l'ala della destra moderata del movimento irredentista in Italia, opponendosi alla proposta di estradizione in Austria dei compagni di Guglielmo Oberdan.
Nel frattempo proseguì anche la sua attività giornalistica, assumendo la direzione del Corriere della Venezia e scrivendo articoli anche per La Gazzetta del Popolo di Firenze, oltre che per La Provincia di Capodistria.
Divenuto anche assessore alla pubblica istruzione del Comune di Venezia e attivo nell'iniziativa di riordino del Museo Correr, dedicò gli ultimi anni a scrivere studi di carattere storico e geografico sull'area veneta e istriana.
Morì a Venezia l'11 settembre 1884.
Le sue spoglie verranno traslate nel maggio 1934 a Capodistria.

## Gli scritti sull'Istria

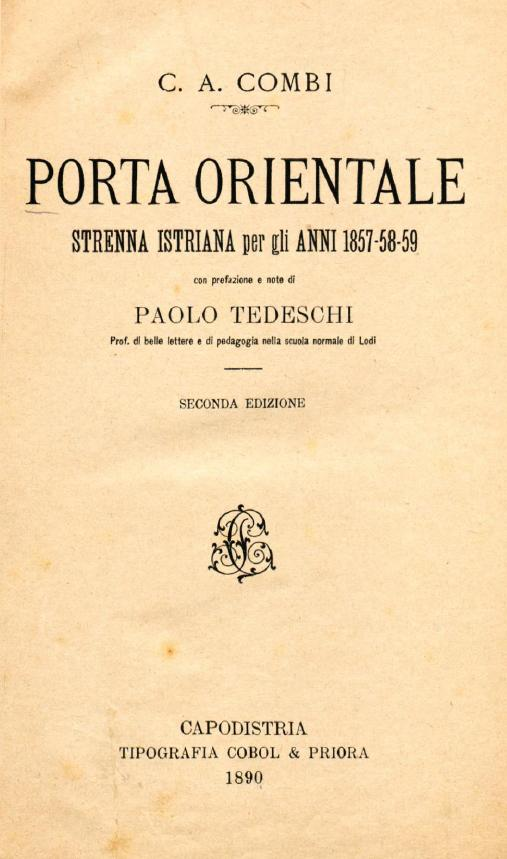
Frontespizio della Porta orientale (ristampa del 1890)

Tra le iniziative letterarie del Combi un posto centrale occupa la Porta orientale, una strenna pubblicata in tre edizioni annuali nel 1857, 1858 e 1859 (Schubart – Rezza, Fiume / C. Coen, Trieste). Si tratta di una raccolta di contributi di vari autori sull'Istria sotto gli aspetti storico, culturale, etnografico, artistico, economico, e folkloristico, che il Combi promosse sul modello degli annuari stampati all'epoca in Italia. Il significato implicito dell'opera era chiaro sin dal nome di “Porta orientale d'Italia” dato all'Istria, nome peraltro ripreso da una circostanza polemica a proposito di un'affermazione di Cesare Correnti.
La concezione irredentistica del Combi derivava principalmente da due aspetti. In primo luogo la lettura della storia che nei decenni successivi del XIX secolo sarà una costante nel mondo liberal-nazionale istriano, e cioè l'immagine di un'Istria nei secoli ancorata all'Italia sin dal periodo romano e continuando poi con quello veneziano. In secondo luogo v'era la considerazione – che al Combi derivava anche dalla cultura della città “civilizzata” contrapposta alla campagna “incolta”, tipica del suo tempo e della sua estrazione sociale – della componente slava istriana come eterogenea e perciò quasi “inconsapevole” di sé, oltre che relegata unicamente all'ambito rurale, e in sostanza destinata ad assimilarsi al più acculturato contesto italiano dei centri urbani. Tale impostazione emerge chiaramente negli scritti successivi che il Combi pubblicò in varie riviste in Italia: ad esempio nel saggio sull’Etnografia dell'Istria (Rivista contemporanea, settembre 1860 / giugno 1861) dove egli conclude che “mentre le schiatte slave dell'Istria si presentano tanto varie, ed estranee non solo ai limitrofi d'oltremonte, ma eziandio tra loro, una è la popolazione italiana, e sue le città, le borgate, le terre tutte ove si accolga qualunque elemento di cultura”.
Accanto a ciò, Combi non mancava di rilevare il fattore “strategico” di un'Istria italiana nell'ambito di una ridefinizione mazziniana dell'Europa sul principio di nazionalità, principio che avrebbe determinato la scomparsa degli Imperi asburgico e ottomano. Scriveva infatti ne La frontiera orientale d'Italia e la sua importanza (Il Politecnico, 1862) che: “dall'Alpe Giulia soltanto e dalle rive del Quarnaro noi daremo la mano a due forti nazioni, l'ungara e la slava. E l'Istria sarà la sentinella avanzata dalla civiltà italiana nel festoso suo viaggio per le vie dell'Oriente”.

## Il Regio Ginnasio “Carlo Combi”
Il ginnasio-liceo di Capodistria, sorto nel XVII secolo come Collegio dei Nobili o Ginnasio Giustinopolitano e dove il Combi prima studiò e poi insegnò anche, divenne il Regio Ginnasio “Carlo Combi” nel 1919, finita da poco la Grande Guerra e in procinto di annettere l'Istria all'Italia.
L'intitolazione venne meno dopo la metà degli anni ‘50, quando Capodistria passò definitivamente alla Jugoslavia socialista al termine del contenzioso diplomatico su Trieste.
Alla memoria del collegio negli anni che furono, nel marzo 2008 è stato dedicato dalle Poste Italiane un francobollo.

## Memoria storica
L'essere stato il Combi uno dei primi esponenti dell'irredentismo italiano in Istria ha dato luogo a diverse letture circa la sua figura. Da parte italiana, soprattutto gli autori istriani come Bernardo Benussi hanno evidenziato il suo essere patriota e soprattutto studioso locale. La storiografia jugoslava ha invece quasi del tutto ignorato il personaggio, salvo alcuni autori sloveni per i quali però definizioni quali quella dell'Istria come “Porta orientale d'Italia” avrebbero influenzato le successive posizioni antislave del fascismo di confine.
In anni recenti si è assistito ad una riscoperta presso i pochi italiani rimasti dopo l'esodo nell'Istria oggi divisa tra Slovenia e Croazia. Nel dicembre 2007 la Comunità Autogestita di Nazionalità Italiana (CAN) di Capodistria ha inaugurato il Centro Italiano di promozione, cultura, formazione e sviluppo “Carlo Combi”. Inoltre, su iniziativa dello stesso Centro Combi, la Comunità Nazionale Italiana di Capodistria ha commemorato Combi l'11 settembre 2014 nel 130º anniversario della sua morte, facendo anche ricollocare nell'atrio del ginnasio la targa a lui dedicata nel 1923 e rimossa negli anni '70 durante i restauri dell'edificio.

## Principali scritti
- Prodromo della Storia dell'Istria in Porta orientale, I, Fiume 1857
- Dell'Unità naturale della Provincia in Porta orientale, II, Fiume 1858
- Costituzione orografica e geologica dell'Istria, in Porta orientale, II, Fiume 1858
- Studii storiografici intorno all'Istria in Porta orientale, III, Trieste 1859
- Cenni etnografici sull'Istria in Porta orientale, III, Trieste 1859
- Del commercio di Trieste in Porta orientale, III, Trieste 1859
- Etnografia dell'Istria in Rivista Contemporanea, XXI, Torino 1860
- La frontiera orientale d'Italia e la sua importanza in Il Politecnico, XIII, Milano 1862
- L'Istria e le Alpi Giulie in Annuario Statistico Italiano, II, Torino 1864
- Saggio di Bibliografia Istriana, Capodistria, 1864
- Importanza strategica delle Alpi Giulie e dell'Istria in Rivista Contemporanea, XLV, Torino 1866
- I più illustri istriani ai tempi della Veneta Repubblica, commemorati dagli studenti di Trieste e dell'Istria nell'Università di Padova alla libera Venezia festeggiante nel novembre 1866 il Re d'Italia, Padova 1866
- Appello degli Istriani all'Italia, Padova 1867
- Della rivendicazione dell'Istria agli studii italiani, Venezia 1878
- Istria. Studj storici e politici, Milano 1886 (raccolta di scritti pubblicata dopo la morte)

### Profili biografici
- S. Cella, Carlo Combi, voce del Dizionario Biografico degli Italiani, v. XXVII, Roma 1982, su treccani.it.
- V. De Castro, Della vita e delle opere di Carlo Combi istriano, Milano 1884
- T. Luciani, Carlo Combi. Commemorazione letta nell'Ateneo Veneto il 21 maggio 1885 in C. Combi, Istria. Studj storici e politici, Milano 1886
- G. Paladini, Carlo Combi in F. Semi-V. Tacconi (cur.), Istria e Dalmazia. Uomini e tempi. Istria e Fiume, Del Bianco, Udine 1991
- G. Quarantotto, Carlo Combi. Discorso commemorativo, Capodistria 1919
- G. Quarantotto, Carlo Combi e il Liceo ginnasio di Capodistria. Spigolature d'archivio, in La Porta orientale, V, Trieste 1935
- G. Quarantotto, La Porta orientale di Carlo Combi in La Porta orientale, I, Trieste 1931
- F. Salata, Tomaso Luciani e Carlo Combi in Pagine Istriane, n.s., 11, fasc. 1-2, Capodistria 1923
- M. Tamaro, Carlo Combi in Annuario Biografico Universale, Torino 1885
- P. Tedeschi, Commemorazione di Carlo Combi, Capodistria 1885

### Opere per contestualizzare
- A. Anzilotti, Italiani e jugoslavi nel Risorgimento, La Voce, Roma 1920
- C. Da Franceschi, L'attività dei comitati politici di Trieste e dell'Istria dal 1859 al 1866, in Atti e memorie della Società istriana di archeologia e storia patria (AMSI), n.s., I, Venezia 1949
- R. Giusti (cur.), Scritti sul problema veneto e il confine orientale (1859-1871), Libreria Universitaria Editrice, Venezia 1971
- G. Quarantotto, Figure del Risorgimento in Istria, CELVI, Trieste 1930
- G. Quarantotti, Istria risorgimentale, II. Giudizi dell'Austria sui maggiori esponenti istriani del principio unitario, in ASMI, n.s., XVIL, Venezia 1969
- A. Tamborra, Cavour e i Balcani, ILTE, Torino 1958